# 格哷鏗額
格哷鏗額（1857年—?），齊禮特氏，字實甫，號少溪，蒙古正藍旗人，清朝政治人物、同進士出身。
光緒五年，順天乡试中举，十二年（1886年），参加光緒丙戌科殿試，登進士三甲169名。同年五月，改翰林院庶吉士。光緒十五年四月，散館，授翰林院檢討。